# Black Oxygen Organics
Black Oxygen Organics – nieistniejące obecnie kanadyjskie przedsiębiorstwo marketingu wielopoziomowego (MLM), które sprzedawało brud klientom w Kanadzie i Stanach Zjednoczonych w paczkach za 110 USD.

## Historia
Firma została założona w 2015 roku pod nazwą NuWTR przez Marca Saint-Onge, przedsiębiorcę z Casselman sprzedającego od lat 90. błoto w różnych postaciach. Prezesem firmy był Carlo Garibaldi, natomiast funkcję wiceprezesa ds. rozwoju pełnił Ron Montaruli.
Black Oxygen Oranics doświadczyło znaczącego rozwoju podczas pandemii COVID-19 z uwagi na dezinformacje dotyczące pandemii, prowadzące do renesansu medycyny alternatywnej. W obliczu możliwego pozwu zbiorowego wytoczonego przez klientów, przedsiębiorstwo ogłosiło zakończenie działalności w listopadzie 2021 roku, tuż przed amerykańskim Dniem Dziękczynienia.

## Produkt
Przedsiębiorstwo reklamowało i sprzedawało brud jako kwas fulwowy. Zachęcało klientów do spożywania substancji poprzez rozpuszczenie jej w wodzie, zażywania kąpieli w niej lub nakładania na twarz w formie maski. Firma twierdziła, że sprzedawany przez nią produkt ma pozytywny wpływ na zdrowie, co zostało obalone przez naukowców i aktywistów monitorujących MLM. Uczestnicy biorący udział w schemacie MLM, głównie kobiety, promowali produkt za pośrednictwem mediów społecznościowych poprzez hasztag #BOO.
We wrześniu 2021 roku Ministerstwo Zdrowia Kanady ogłosiło wycofanie z rynku tabletek i proszków Black Oxygen Organics, podając jako powód potencjalne zagrożenie dla zdrowia oraz promowanie produktów w nieautoryzowany sposób. Pomiędzy lipcem a październikiem 2021 r. organizacja non-profit Better Business Bureau otrzymała szesnaście skarg przeciwko Black Oxygen Organics, z których większość dotyczyła trudności w kontakcie z osobami reprezentującymi firmę dotyczącym reklamacji lub informacji na temat zamówień.
W listopadzie 2021 roku czworo mieszkańców amerykańskiego stanu Georgia złożyło pozew zbiorowy przeciwko przedsiębiorstwu, oskarżając je o sprzedaż produktu zanieczyszczonego metalami ciężkimi na podstawie badań laboratoryjnych, które potwierdziły podwyższone stężenia ołowiu i arsenu na podstawie poziomu dawkowania rekomendowane przez firmę. W grudniu 2021 roku Agencja Żywności i Leków (ang. Food and Drug Administration, FDA) sugerowała klientom zaprzestanie użytkowania oraz pozbycie się proszków i tabletek z Black Oxygen Organics, uzasadniając to stężeniem ołowiu i arsenu w próbce proszku pobranej na granicy amerykańsko-kanadyjskiej.